# Issus
Pour les articles homonymes, voir Issus (homonymie).
Issus est une commune française située dans l'est du département de la Haute-Garonne, en région Occitanie. Elle fait partie du Sicoval. Sur le plan historique et culturel, la commune est dans le Lauragais, l'ancien « Pays de Cocagne », lié à la fois à la culture du pastel et à l’abondance des productions, et de « grenier à blé du Languedoc ».
Exposée à un climat océanique altéré, elle est drainée par la Hyse, le Tédèlou, le Rieutort, le ruisseau de Bajoulès, le ruisseau d'orbail et par divers autres petits cours d'eau.
Issus est une commune rurale qui compte 657 habitants en 2022, après avoir connu une forte hausse de la population depuis 1975. Elle fait partie de l'aire d'attraction de Toulouse. Ses habitants sont appelés les Issusiens ou  Issusiennes.

## Géographie

### Localisation
La commune d'Issus se trouve dans le département de la Haute-Garonne, en région Occitanie.
Elle se situe à 21 km à vol d'oiseau de Toulouse, préfecture du département, et à 11 km d'Escalquens, bureau centralisateur du canton d'Escalquens dont dépend la commune depuis 2015 pour les élections départementales.
La commune fait en outre partie du bassin de vie de Venerque.
Les communes les plus proches sont : 
Noueilles (1,5 km), Pouze (2,0 km), Labruyère-Dorsa (3,4 km), Espanès (3,6 km), Auragne (3,8 km), Montbrun-Lauragais (3,9 km), Belbèze-de-Lauragais (4,5 km), Grépiac (5,1 km).
Sur le plan historique et culturel, Issus fait partie du pays toulousain, une ceinture de plaines fertiles entrecoupées de bosquets d'arbres, aux molles collines semées de fermes en briques roses, inéluctablement grignotée par l'urbanisme des banlieues.
Issus est limitrophe de huit autres communes.
Les communes limitrophes sont  Auragne, Espanès, Grépiac, Labruyère-Dorsa, Montbrun-Lauragais, Noueilles, Pouze et Venerque.
| Venerque        | Espanès (sur 100 m) | Montbrun-Lauragais |
| Grépiac         | Issus               | Pouze              |
| Labruyère-Dorsa | Auragne             | Noueilles          |

### Géologie et relief
La superficie de la commune est de 711 hectares ; son altitude varie de 178  à   247 mètres.

### Hydrographie

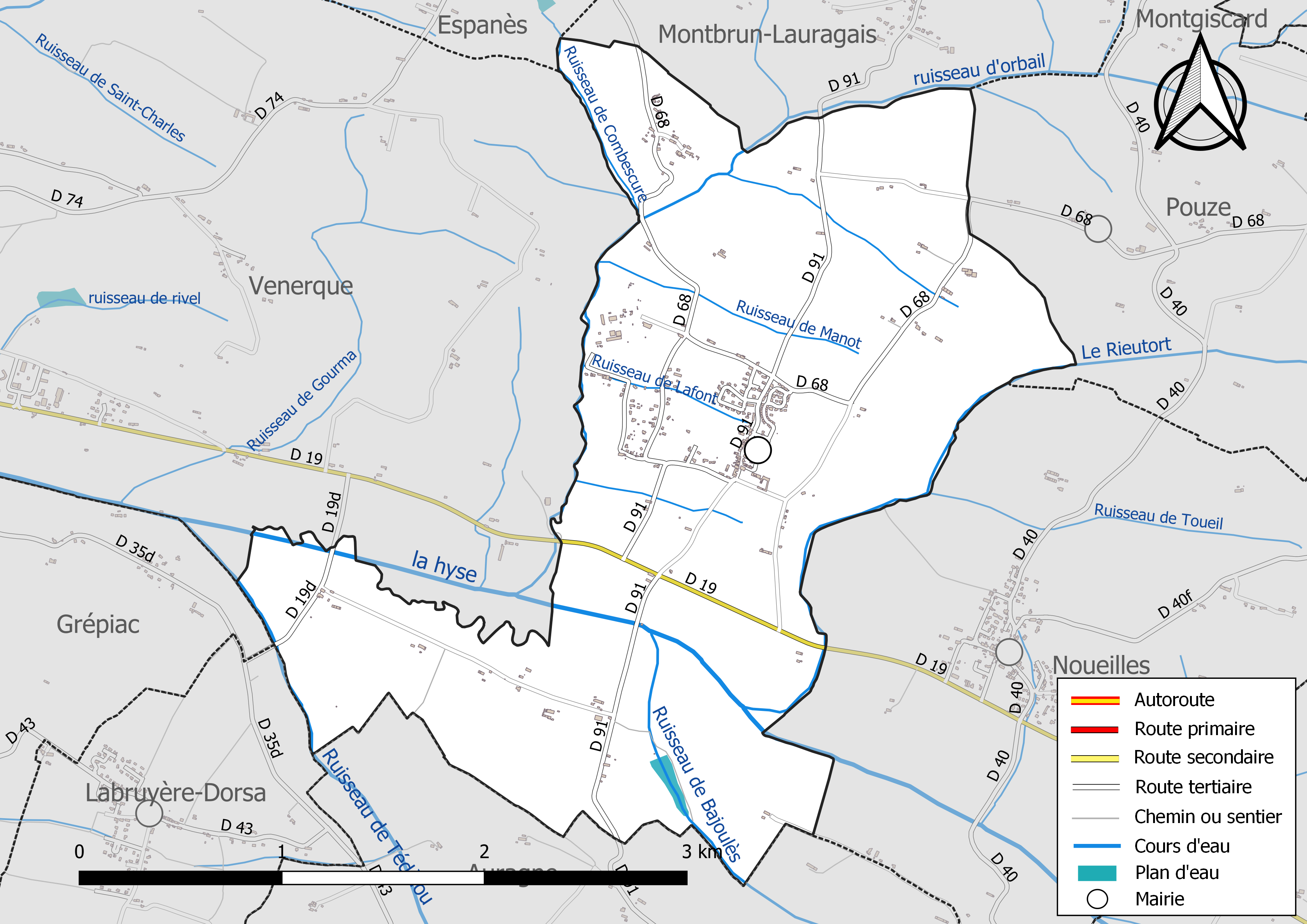
Réseaux hydrographique et routier d'Issus.

La commune est dans le bassin de la Garonne, au sein du bassin hydrographique Adour-Garonne. Elle est drainée par la Hyse, le Tédèlou, le Rieutort, le ruisseau de Bajoulès, le ruisseau d'orbail, le ruisseau de Combescure, le ruisseau de Lafont, le ruisseau de Manot, le ruisseau de Toueil et par divers petits cours d'eau, constituant un réseau hydrographique de 13 km de longueur totale,.
La Hyse, d'une longueur totale de 29,3 km, prend sa source dans la commune de Gibel et s'écoule du sud-est vers le nord-ouest. Elle traverse la commune et se jette dans l'Ariège à Venerque, après avoir traversé 10 communes.
Le Tédèlou, d'une longueur totale de 18,8 km, prend sa source dans la commune de Calmont et s'écoule vers le nord-ouest. Il traverse la commune et se jette dans la Hyse à Venerque, après avoir traversé 9 communes.

### Climat
Pour des articles plus généraux, voir Climat de l'Occitanie et Climat de la Haute-Garonne.
En 2010, le climat de la commune est de type climat du Bassin du Sud-Ouest, selon une étude s'appuyant sur une série de données couvrant la période 1971-2000. En 2020, Météo-France publie une typologie des climats de la France métropolitaine dans laquelle la commune est exposée à un climat océanique altéré et est dans la région climatique Aquitaine, Gascogne, caractérisée par une pluviométrie abondante au printemps, modérée en automne, un faible ensoleillement au printemps, un été chaud (19,5 °C), des vents faibles, des brouillards fréquents en automne et en hiver et des orages fréquents en été (15 à 20 jours).
Pour la période 1971-2000, la température annuelle moyenne est de 13,1 °C, avec une amplitude thermique annuelle de 15,7 °C. Le cumul annuel moyen de précipitations est de 742 mm, avec 9,4 jours de précipitations en janvier et 5,6 jours en juillet. Pour la période 1991-2020, la température moyenne annuelle observée sur la station météorologique la plus proche, située sur la commune de Cugnaux à 18 km à vol d'oiseau, est de 14,3 °C et le cumul annuel moyen de précipitations est de 635,7 mm,. Pour l'avenir, les paramètres climatiques de la commune estimés pour 2050 selon différents scénarios d'émission de gaz à effet de serre sont consultables sur un site dédié publié par Météo-France en novembre 2022.

### Milieux naturels et biodiversité
Aucun espace naturel présentant un intérêt patrimonial n'est recensé sur la commune dans l'inventaire national du patrimoine naturel,,.

## Urbanisme

### Typologie
Au 1er janvier 2024, Issus est catégorisée commune rurale à habitat dispersé, selon la nouvelle grille communale de densité à sept niveaux définie par l'Insee en 2022.
Elle est située hors unité urbaine. Par ailleurs la commune fait partie de l'aire d'attraction de Toulouse, dont elle est une commune de la couronne,. Cette aire, qui regroupe 527 communes, est catégorisée dans les aires de 700 000 habitants ou plus (hors Paris),.

### Occupation des sols
L'occupation des sols de la commune, telle qu'elle ressort de la base de données européenne d’occupation biophysique des sols Corine Land Cover (CLC), est marquée par l'importance des territoires agricoles (94,2 % en 2018), en diminution par rapport à 1990 (98,2 %). La répartition détaillée en 2018 est la suivante : 
terres arables (94,2 %), zones urbanisées (4 %), forêts (1,9 %). L'évolution de l’occupation des sols de la commune et de ses infrastructures peut être observée sur les différentes représentations cartographiques du territoire : la carte de Cassini (XVIIIe siècle), la carte d'état-major (1820-1866) et les cartes ou photos aériennes de l'IGN pour la période actuelle (1950 à aujourd'hui).

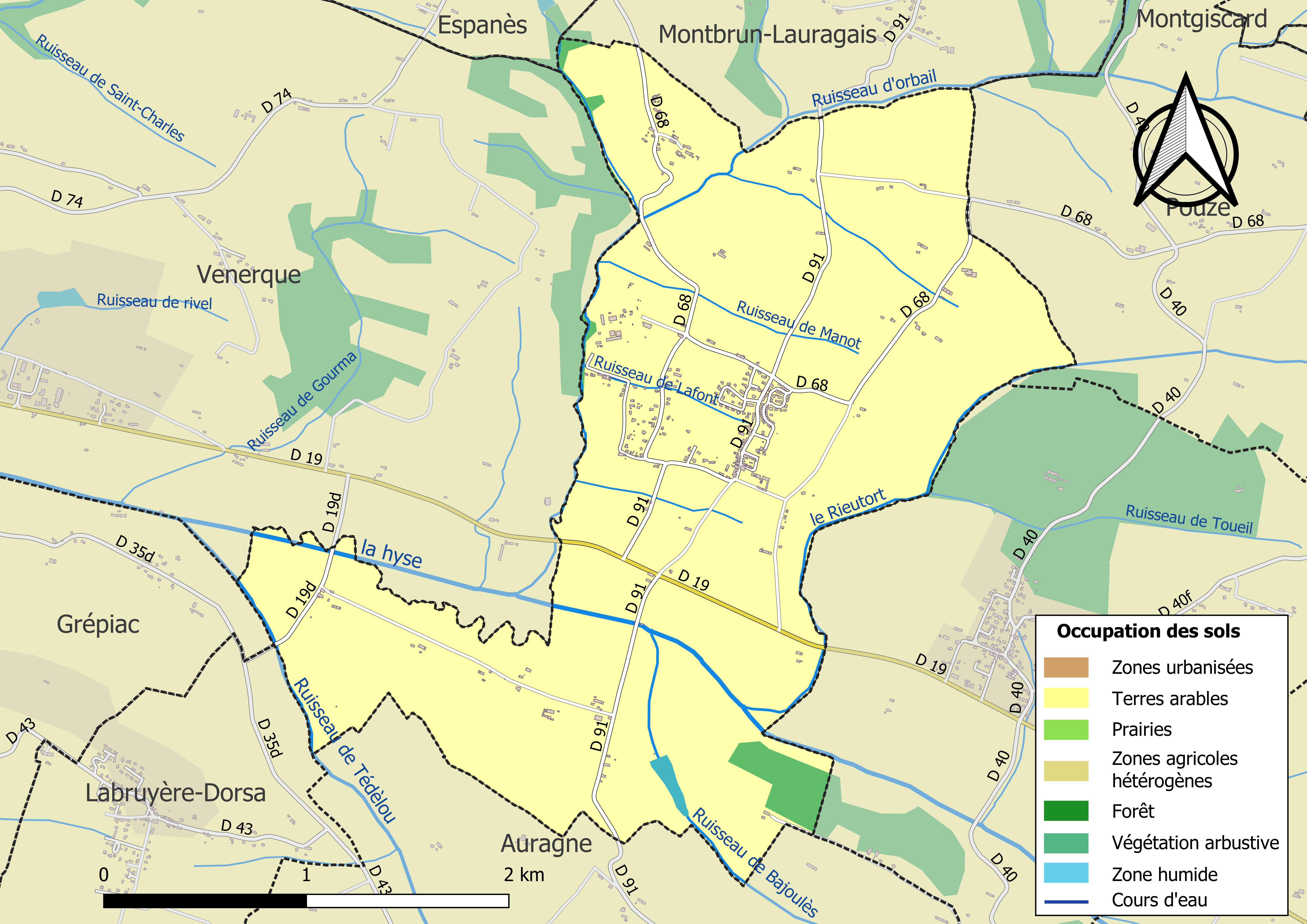
Carte des infrastructures et de l'occupation des sols de la commune en 2018 (CLC).

### Risques majeurs
Le territoire de la commune d'Issus est vulnérable à différents aléas naturels : météorologiques (tempête, orage, neige, grand froid, canicule ou sécheresse), inondations et séisme (sismicité très faible). Un site publié par le BRGM permet d'évaluer simplement et rapidement les risques d'un bien localisé soit par son adresse soit par le numéro de sa parcelle.
Certaines parties du territoire communal sont susceptibles d’être affectées par le risque d’inondation par débordement de cours d'eau, notamment le Tédèlou. La commune a été reconnue en état de catastrophe naturelle au titre des dommages causés par les inondations et coulées de boue survenues en 1982, 1998, 1999, 2009 et 2021,.

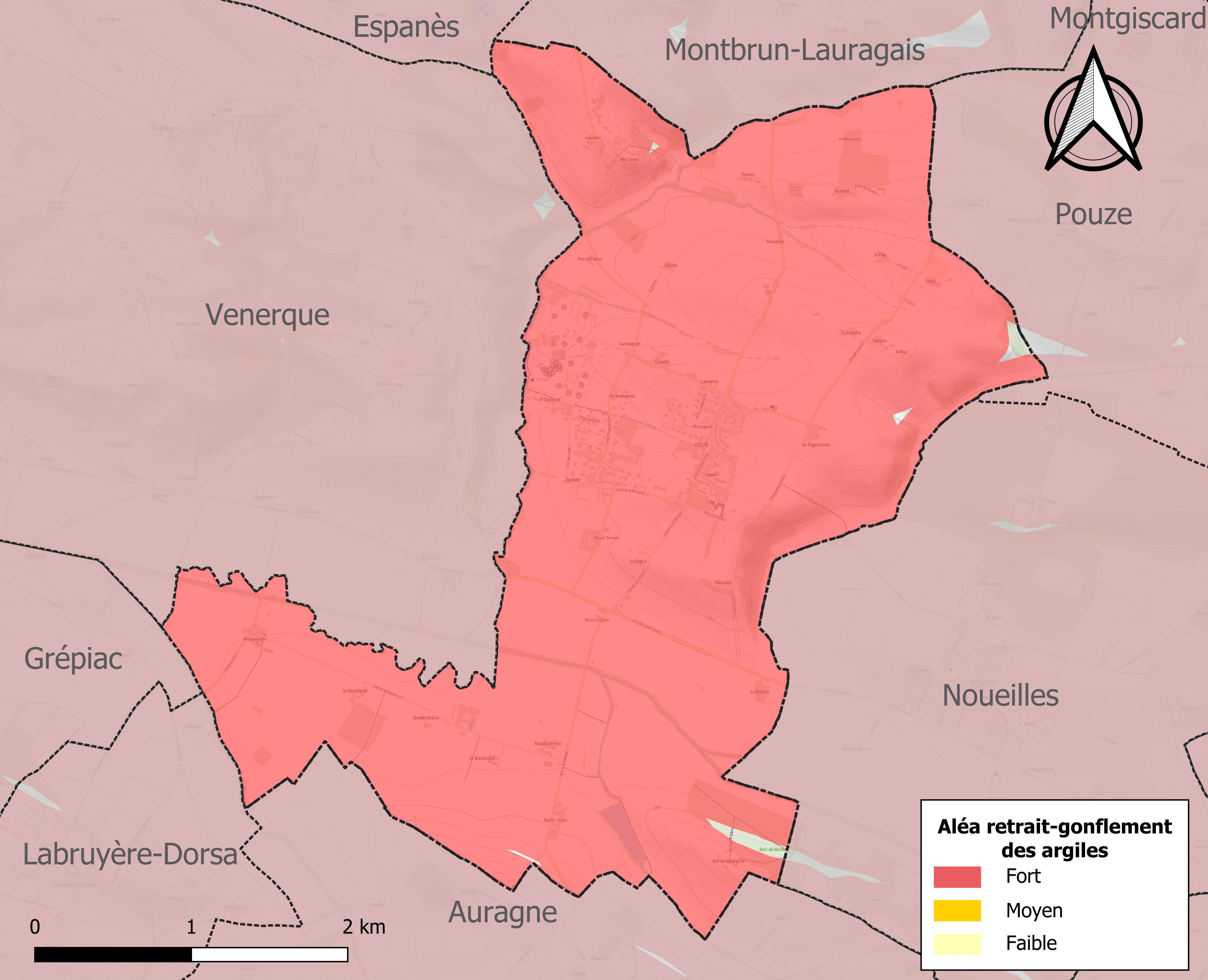
Carte des zones d'aléa retrait-gonflement des sols argileux d'Issus.

Le retrait-gonflement des sols argileux est susceptible d'engendrer des dommages importants aux bâtiments en cas d’alternance de périodes de sécheresse et de pluie. 99,4 % de la superficie communale est en aléa moyen ou fort (88,8 % au niveau départemental et 48,5 % au niveau national). Sur les 225 bâtiments dénombrés sur la commune en 2019, 225 sont en aléa moyen ou fort, soit 100 %, à comparer aux 98 % au niveau départemental et 54 % au niveau national. Une cartographie de l'exposition du territoire national au retrait gonflement des sols argileux est disponible sur le site du BRGM,.
Par ailleurs, afin de mieux appréhender le risque d’affaissement de terrain, l'inventaire national des cavités souterraines permet de localiser celles situées sur la commune.
Concernant les mouvements de terrains, la commune a été reconnue en état de catastrophe naturelle au titre des dommages causés par la sécheresse en 1989, 2003, 2012 et 2017 et par des mouvements de terrain en 1999.

## Héraldique
| Issus | Son blasonnement est : D'or à la barre de sinople. |

## Politique et administration

### Administration municipale
Le nombre d'habitants au recensement de 2017 étant compris entre 500 habitants et 1 499 habitants, le nombre de membres du conseil municipal pour l'élection de 2020 est de quinze,.

### Rattachements administratifs et électoraux
Commune faisant partie de la dixième circonscription de la Haute-Garonne, du Sicoval et du canton d'Escalquens (avant le redécoupage départemental de 2014, Issus faisait partie de l'ex-canton de Montgiscard).

### Liste des maires

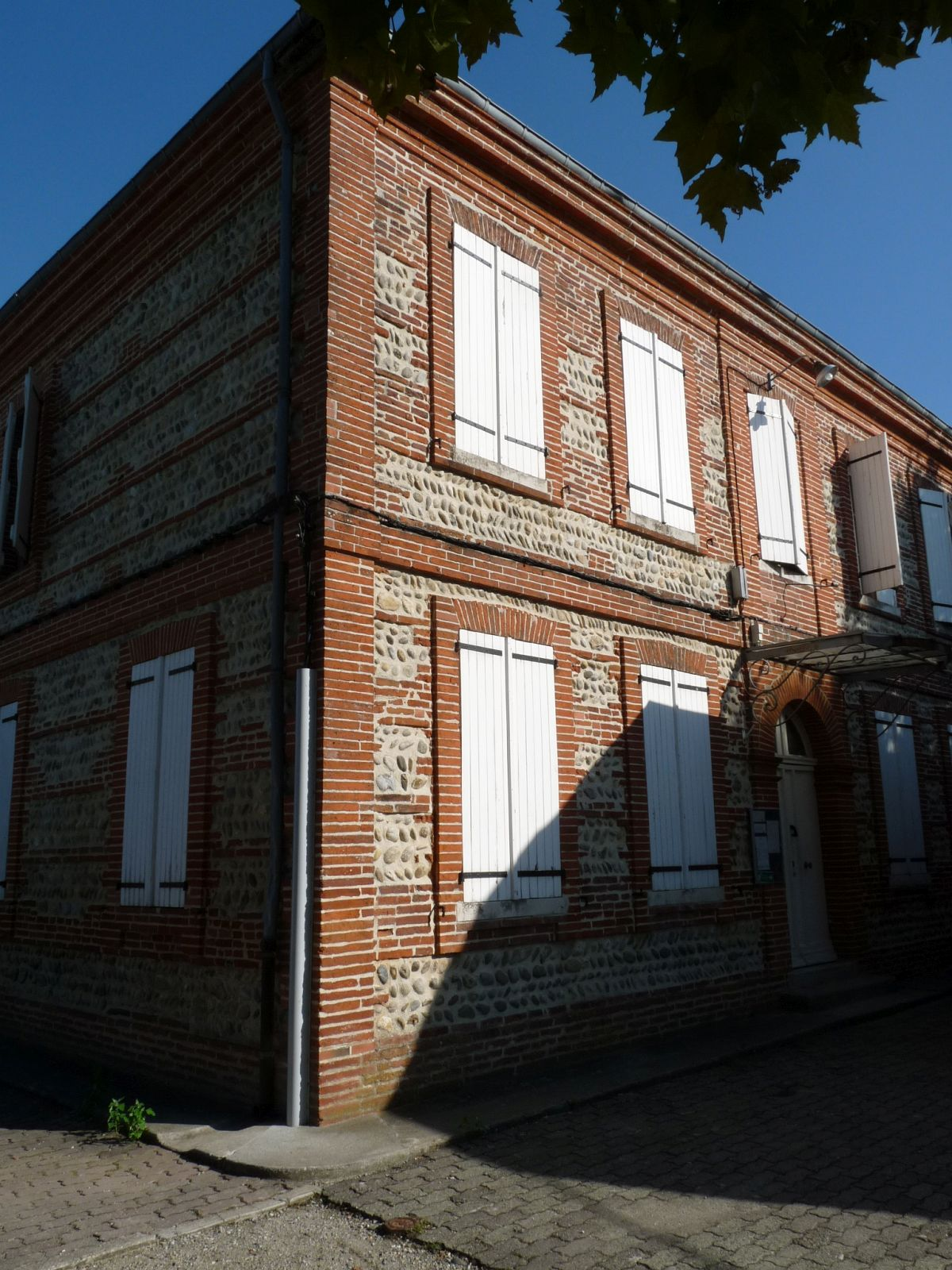
La mairie

| Période                                  | Période  | Identité       | Étiquette | Qualité                                      |
| ---------------------------------------- | -------- | -------------- | --------- | -------------------------------------------- |
| Les données manquantes sont à compléter. |          |                |           |                                              |
| mars 2001                                | 2008     | Auguste Barthe |           |                                              |
| mars 2008                                | En cours | Bruno Caubet   | PS        | Fonctionnaire Président du Sicoval (2024 → ) |

## Population et société

### Démographie
| 1793 | 1800 | 1806 | 1821 | 1831 | 1836 | 1841 | 1846 | 1851 |
| ---- | ---- | ---- | ---- | ---- | ---- | ---- | ---- | ---- |
| 325  | 338  | 351  | 369  | 394  | 430  | 449  | 434  | 448  |

| 1856 | 1861 | 1866 | 1872 | 1876 | 1881 | 1886 | 1891 | 1896 |
| ---- | ---- | ---- | ---- | ---- | ---- | ---- | ---- | ---- |
| 401  | 415  | 393  | 363  | 334  | 321  | 339  | 306  | 314  |

| 1901 | 1906 | 1911 | 1921 | 1926 | 1931 | 1936 | 1946 | 1954 |
| ---- | ---- | ---- | ---- | ---- | ---- | ---- | ---- | ---- |
| 288  | 280  | 275  | 225  | 231  | 231  | 237  | 257  | 252  |

| 1962 | 1968 | 1975 | 1982 | 1990 | 1999 | 2006 | 2011 | 2016 |
| ---- | ---- | ---- | ---- | ---- | ---- | ---- | ---- | ---- |
| 218  | 198  | 172  | 211  | 247  | 291  | 368  | 470  | 593  |

| 2021 | 2022 | - | - | - | - | - | - | - |
| ---- | ---- | - | - | - | - | - | - | - |
| 638  | 657  | - | - | - | - | - | - | - |

| selon la population municipale des années : | 1968 | 1975 | 1982 | 1990 | 1999 | 2006 | 2009 | 2013 |
| Rang de la commune dans le département      | 330  | 324  | 276  | 301  | 290  | 275  | 260  | 222  |
| Nombre de communes du département           | 592  | 582  | 586  | 588  | 588  | 588  | 589  | 589  |

### Enseignement
Issus fait partie de l'académie de Toulouse.
Elle fait partie un regroupement pédagogique intercommunal avec la commune de Noueilles, la commune possède une école primaire Émile-Sentenac.

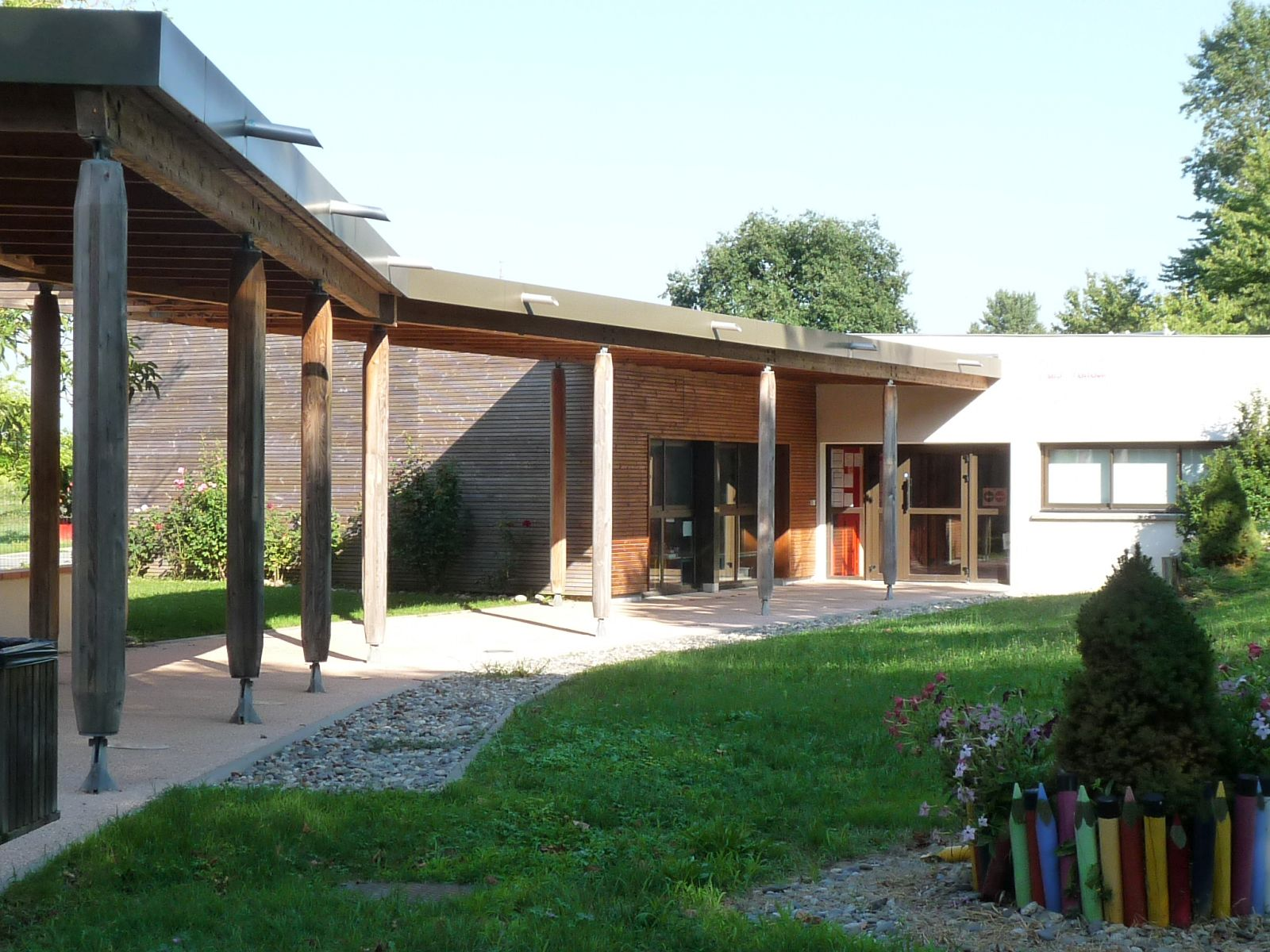
L'école
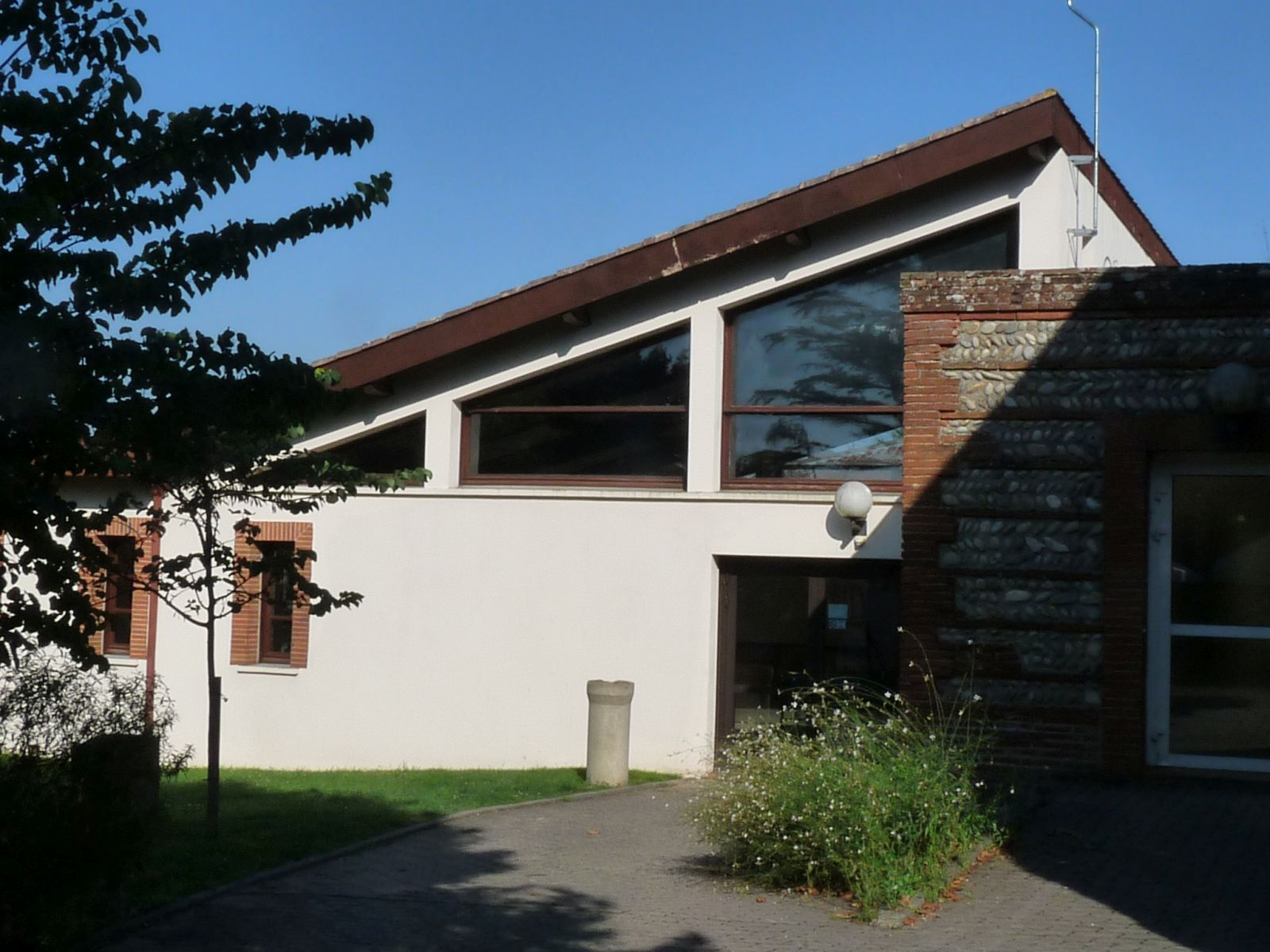
La salle des fêtes

### Écologie et recyclage
La collecte et le traitement des déchets des ménages et des déchets assimilés ainsi que la protection et la mise en valeur de l'environnement se font dans le cadre du Sicoval.

## Économie

### Revenus
En 2018  (données Insee publiées en septembre 2021), la commune compte 211 ménages fiscaux, regroupant 598 personnes. La médiane du revenu disponible par unité de consommation est de 25 920 € (23 140 € dans le département).

### Emploi
|                | 2008  | 2013  | 2018  |
| -------------- | ----- | ----- | ----- |
| Commune        | 9,8 % | 3,9 % | 5,2 % |
| Département    | 7,7 % | 9,6 % | 9,3 % |
| France entière | 8,3 % | 10 %  | 10 %  |

En 2018, la population âgée de 15 à 64 ans s'élève à 383 personnes, parmi lesquelles on compte 81 % d'actifs (75,8 % ayant un emploi et 5,2 % de chômeurs) et 19 % d'inactifs,. En  2018, le taux de chômage communal (au sens du recensement) des 15-64 ans est inférieur à celui de la France et du département, alors qu'en 2008 la situation était inverse.
La commune fait partie de la couronne de l'aire d'attraction de Toulouse, du fait qu'au moins 15 % des actifs travaillent dans le pôle,. Elle compte 127 emplois en 2018, contre 136 en 2013 et 80 en 2008. Le nombre d'actifs ayant un emploi résidant dans la commune est de 292, soit un indicateur de concentration d'emploi de 43,5 % et un taux d'activité parmi les 15 ans ou plus de 72,6 %.
Sur ces 292 actifs de 15 ans ou plus ayant un emploi, 35 travaillent dans la commune, soit 12 % des habitants. Pour se rendre au travail, 92,5 % des habitants utilisent un véhicule personnel ou de fonction à quatre roues, 1,7 % les transports en commun, 2,1 % s'y rendent en deux-roues, à vélo ou à pied et 3,8 % n'ont pas besoin de transport (travail au domicile).

### Activités hors agriculture
42 établissements sont implantés  à Issus au 31 décembre 2019. Le tableau ci-dessous en détaille le nombre par secteur d'activité et compare les ratios avec ceux du département,.
| Secteur d'activité                                                                                        | Commune | Commune | Département |
| Secteur d'activité                                                                                        | Nombre  | %       | %           |
| --- | ------- | ------- | ----------- |
| Ensemble                                                                                                  | 42      |         |             |
| Industrie manufacturière, industries extractives et autres                                                | 1       | 2,4 %   | (5,7 %)     |
| Construction                                                                                              | 10      | 23,8 %  | (12 %)      |
| Commerce de gros et de détail, transports, hébergement et restauration                                    | 5       | 11,9 %  | (25,9 %)    |
| Information et communication                                                                              | 4       | 9,5 %   | (4,1 %)     |
| Activités immobilières                                                                                    | 4       | 9,5 %   | (4,2 %)     |
| Activités spécialisées, scientifiques et techniques et activités de services administratifs et de soutien | 11      | 26,2 %  | (19,8 %)    |
| Administration publique, enseignement, santé humaine et action sociale                                    | 3       | 7,1 %   | (16,6 %)    |
| Autres activités de services                                                                              | 4       | 9,5 %   | (7,9 %)     |

Le secteur des activités spécialisées, scientifiques et techniques et des activités de services administratifs et de soutien est prépondérant sur la commune puisqu'il représente 26,2 % du nombre total d'établissements de la commune (11 sur les 42 entreprises implantées  à Issus), contre 19,8 % au niveau départemental.
Un centre de télécommunication par satellites "Issus Aussaguel" est présent sur la commune.

### Agriculture
|               | 1988 | 2000 | 2010 | 2020 |
| ------------- | ---- | ---- | ---- | ---- |
| Exploitations | 16   | 9    | 10   | 7    |
| SAU (ha)      | 774  | 555  | 673  | 401  |

La commune est dans le Lauragais, une petite région agricole occupant le nord-est du département de la Haute-Garonne, dont les coteaux portent des grandes cultures en sec avec une dominante blé dur et tournesol. En 2020, l'orientation technico-économique de l'agriculture  sur la commune est la culture de céréales et/ou d'oléoprotéagineuses. Sept exploitations agricoles ayant leur siège dans la commune sont dénombrées lors du recensement agricole de 2020 (16 en 1988). La superficie agricole utilisée est de 401 ha,,.

## Culture locale et patrimoine

### Lieux et monuments
- Église paroissiale Saint-Sernin.
- Statue de la Vierge Marie.
- L'ancien château
- Monument aux morts[41].

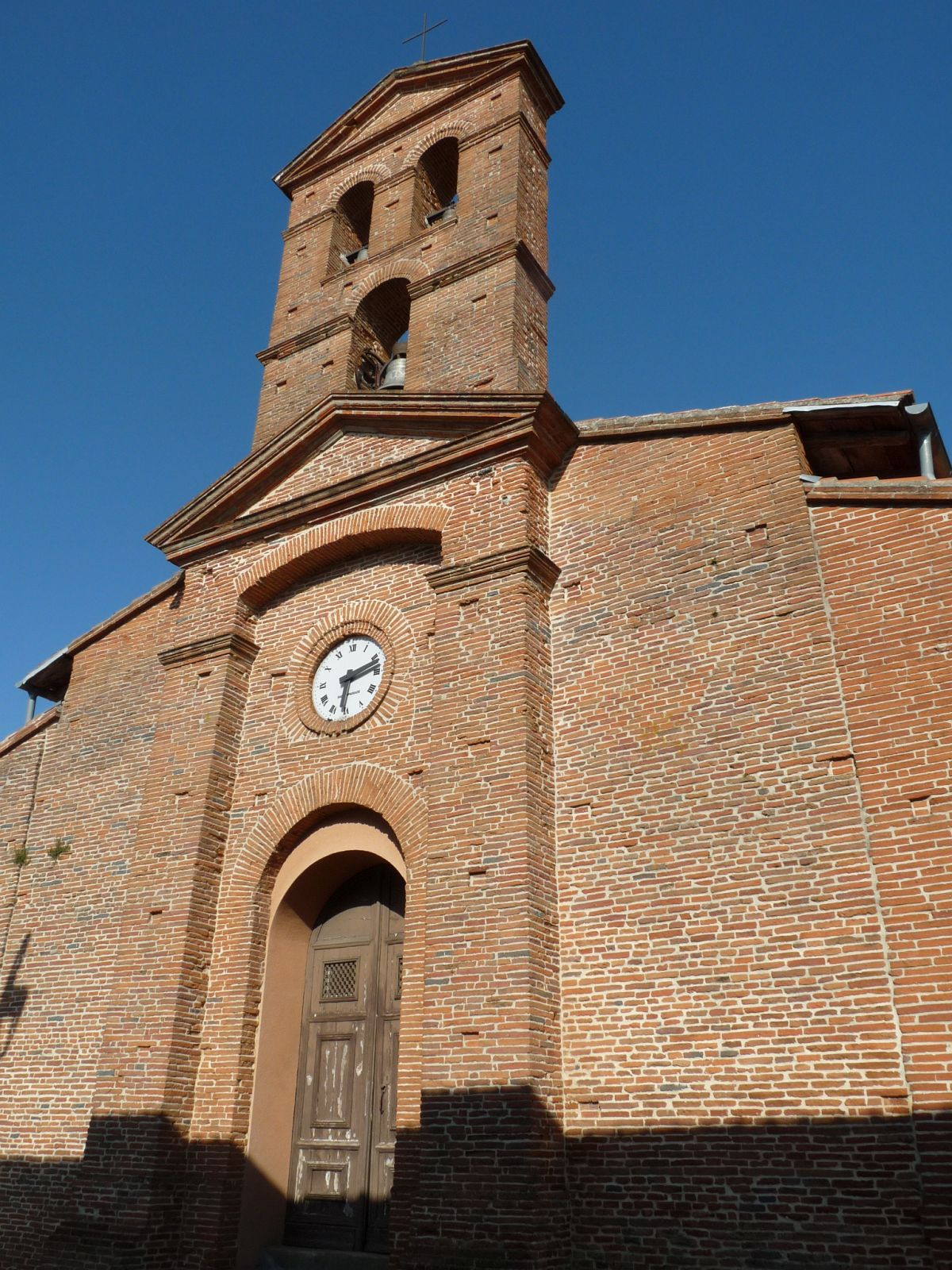
L'église Saint-Sernin
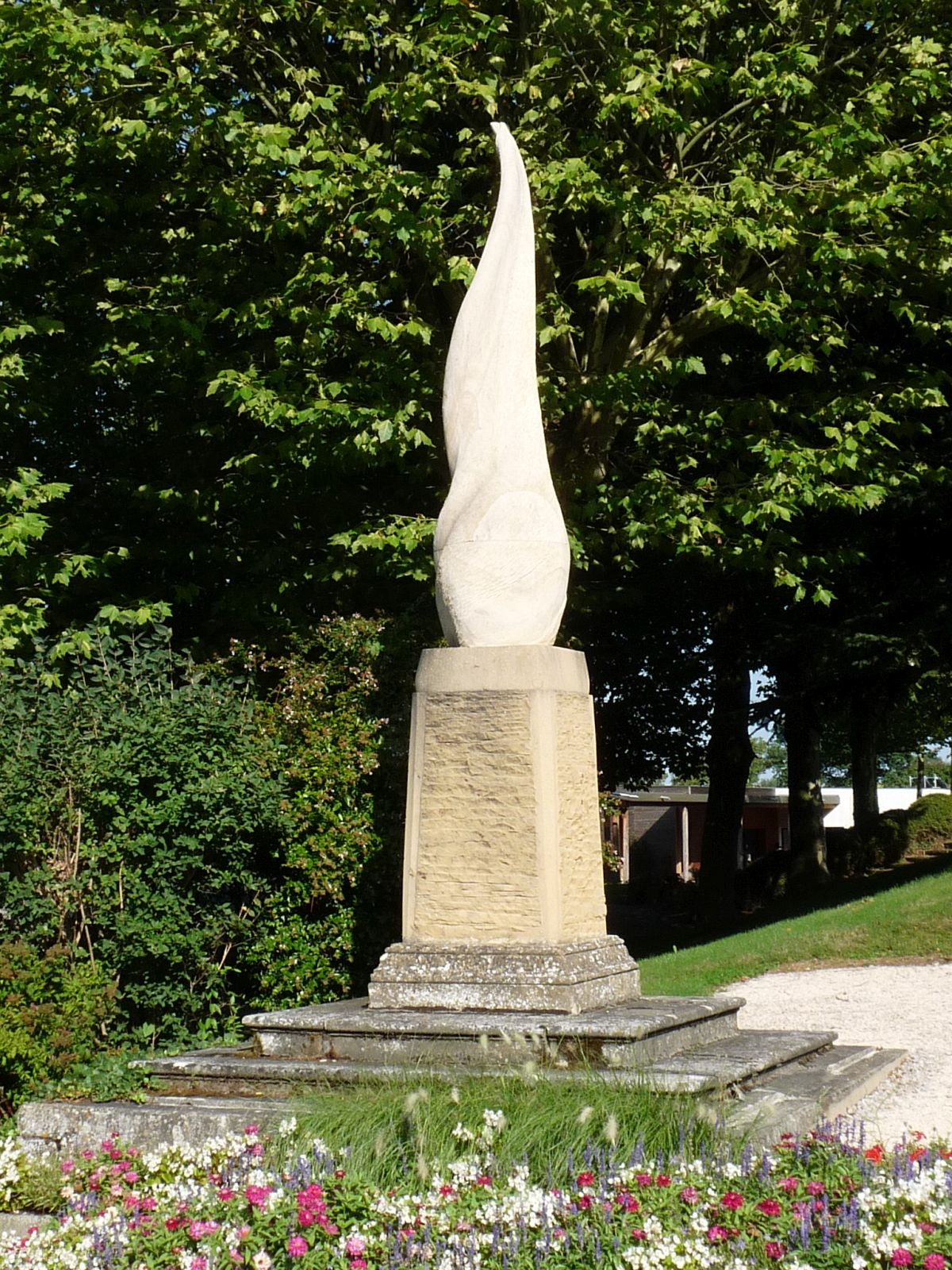
Le monument aux morts
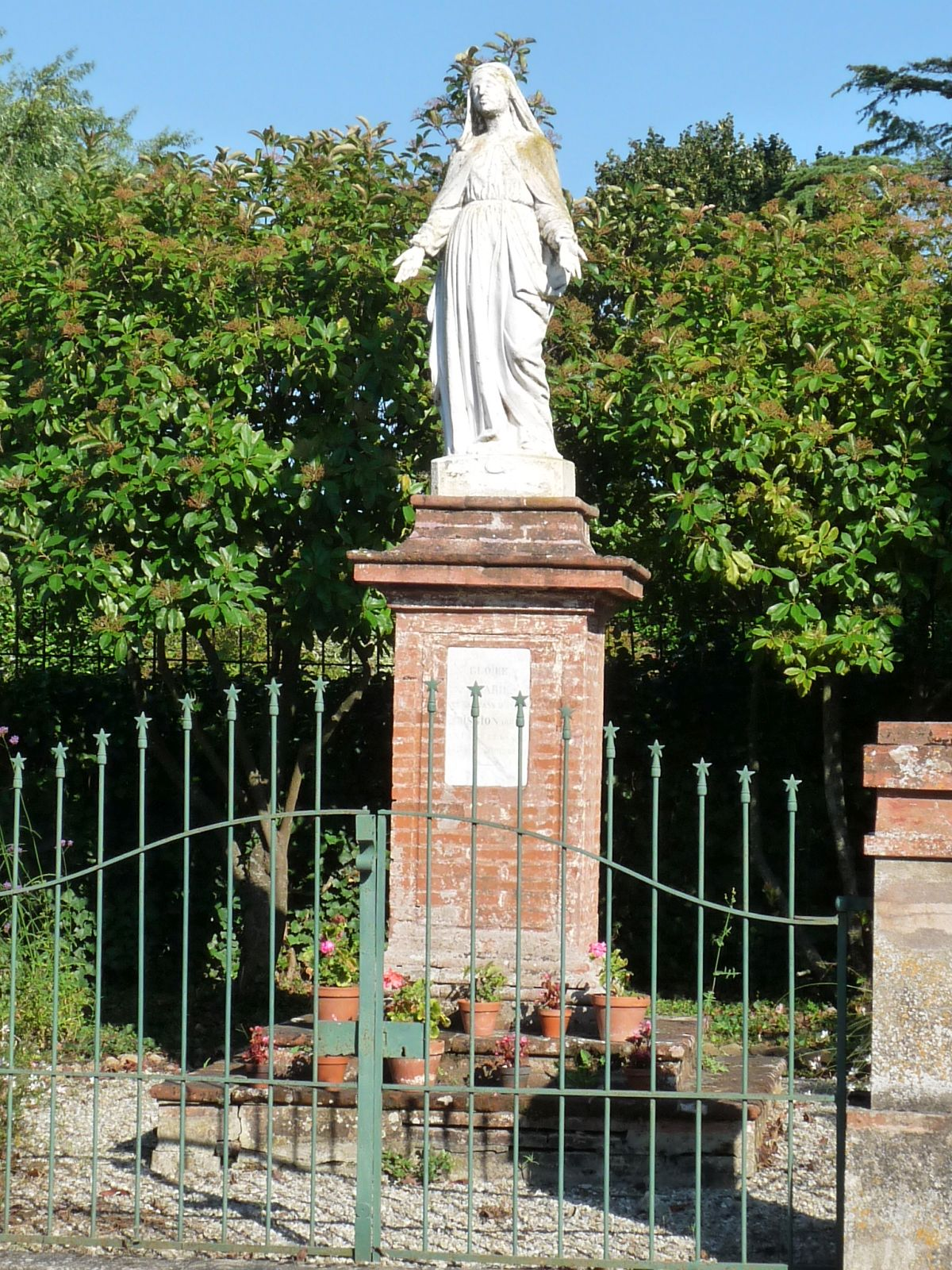
Statue de la Vierge Marie

### Personnalités liées à la commune
- Henri Foures (1925-2019), ancien international de rugby à XV et sélectionneur de l'équipe de France, est né à Issus.
- Émile Sentenac (1919-1944), instituteur à Issus en 1941-1943 ; il a donné son nom à l'école.